# Ropalidia nursei
Ropalidia nursei är en getingart som beskrevs av Vecht 1941. Ropalidia nursei ingår i släktet Ropalidia och familjen getingar. Inga underarter finns listade i Catalogue of Life.